# Otto Apelt
Otto Apelt (Jéna, 1845. december 29. – Drezda, 1932. december 5.) német klasszika-filológus, fordító és gimnáziumi tanár.

## Élete
Apja Ernst Friedrich Apelt filozófus, anyja Emilie von Otto volt. 1873-ban vette feleségül Cornelia Rassow-ot, a weimari gimnázium igazgatója, Hermann Rassow (1819-1907) lányát. Három gyermekük született, Elisabeth (1874-1946), Hermann (1876-1960) és Mathilde Apelt (született: 1880. december 14.).
Apelt előbb a jénai Stoy’sche Anstalt, később a weimari gimnázium tanulója volt. 1865 és 1869 közt a jénai, lipcsei és a berlini egyetemeken klasszika-filolgiát hallgatott. Jénában doktorált, vezető tanári vizsgáját Berlinben tette le. Tanulmányai végeztével tanári pályába kezdett, 1869 és 1898 közt a weimari Wilhelm-Ernst-Gymnasium tanára, 1898 és 1904 közt az Eisenacher Gymnasium igazgatója, 1904 húsvétjától a jénai gimnázium igazgatója volt. 1909 húsvétján mint titkos tanácsos vonult nyugdíjba, s Drezdába költözött. 
Kutatásai középpontjában az antik görög filozófia állt. Számos tanulmányt írt a platóni és az arisztotelészi filozófiáról. Nyugdíjas évei alatt főműve, Platón összes munkái németre fordításának s kommentálásának szentelte magát. A munka 1916 és 1937 közt jelent meg Lipcsében, a Felix Meiner Verlag gondozásában, több kötetben. Némelyik kötet három kiadást is megért, s a szakmai világ meglehetősen negatív hozzáállása ellenére is széles körben ismertté vált. A munka utoljára 2004-ben jelent meg, hat kötetben. Apelt Platónon kívül lefordította Diogenész Laertiosz munkáit (Lipcse, 1921), Libaniosz egy művét (Lipcse, 1922), Seneca filozófiai írásait, Propertius néhány elégiáját és Plutarkhosz válogatott műveit (Lipcse, 1926-1927).

## Fordítás
- Ez a szócikk részben vagy egészben  az   Otto Apelt című német Wikipédia-szócikk ezen változatának fordításán alapul.  Az eredeti cikk szerkesztőit annak laptörténete sorolja fel. Ez a jelzés csupán a megfogalmazás eredetét és a szerzői jogokat jelzi, nem szolgál a cikkben szereplő információk forrásmegjelöléseként.